# Imperatriz (tiểu vùng)
Imperatriz là một tiểu vùng thuộc bang Maranhão, Brasil. Tiều vùng này có diện tích 29484 km², dân số năm 2007 là 491405 người.